# غوران أوبرادوفيتش (لاعب كرة قدم)
غوران أوبرادوفيتش (بالصربية: Горан Обрадовић)‏ (1 مارس 1976 في صربيا - ) هو لاعب كرة قدم صربي في مركز الوسط. شارك مع منتخب يوغوسلافيا تحت 21 سنة لكرة القدم ومنتخب صربيا تحت 21 سنة لكرة القدم. أما مع النوادي، فقد لعب مع نادي بارتيزان ونادي سانت غالن ونادي سيرفيت ونادي سيون ونادي فادوتس وFC Monthey ‏ وسبارتاك سيماي ‏.

## وصلات خارجية
- غوران أوبرادوفيتش (لاعب كرة قدم) على موقع الاتحاد الأوربي (الإنجليزية)
- غوران أوبرادوفيتش (لاعب كرة قدم) على موقع قاعدة بيانات كرة القدم.إي يو (الإنجليزية)
- غوران أوبرادوفيتش (لاعب كرة قدم) على موقع Soccerway.com (الإنجليزية)
- غوران أوبرادوفيتش (لاعب كرة قدم) على موقع عالم كرة القدم.نت (الإنجليزية)